# Alfred Scheidemann
Alfred Scheidemann (geb. 1905 in Berlin; gest. 1. Dezember 1972 in Schwerin) war von 1962 bis 1972 Vorsitzender der Jüdischen Landesgemeinde Mecklenburg mit Sitz in Schwerin.

## Leben
Er besuchte eine jüdische Schule in Berlin und sang im Chor der orthodoxen Alten Synagoge. Deshalb begleitete er später Gottesdienste auch als Kantor. Nach einer kaufmännischen Lehre in Berlin musste er ab 1941 Zwangsarbeit leisten. Ab 1945 arbeitete er für den Berliner Magistrat, bis er 1947 nach Torgelow und Schwerin umzog. Er trat in die SED ein und wurde nach der Flucht vieler 1953 in den Vorstand der Jüdischen Landesgemeinde Mecklenburg berufen. Deren Vorsitz übernahm er von Hugo Mehler 1962 und nahm ihn bis zum Tod 1972 wahr. Seine Aktivitäten bezogen sich primär auf die Friedhofspflege, die Durchführung der hohen jüdischen Feste und die Ermöglichung von Ferienfreizeiten für jüdische Kinder u. a. an der Ostsee. Der Umgang mit den Regeln zur Zugehörigkeit zum Judentum wurde bewusst lax gehandhabt, um die Zahlen hoch zu halten. Von 1966 bis 1968 (oder 1970) war er der Vizepräsident im Verband der Jüdischen Gemeinden in der DDR unter Helmut Aris. In dieser Funktion hielt er am 10. Februar 1967 eine Rede zum 24. Jahrestag der Wannsee-Konferenz, in der er die DDR als antifaschistischen Staat pries und die BRD wegen ihrer „neonazistischen Exzesse“ verurteilte. Bis 1972 war er trotz schwerer Krankheit ein Redakteur des Nachrichtenblatts der Jüdischen Gemeinden.
Während des Sechstagekrieges 1967 initiierte die SED-Führung eine Erklärung jüdischer DDR-Bürger, die sich mit dem „Kampf der arabischen Völker gegen das imperialistische Israel“ solidarisierten, die aber nur elf (prominente) jüdische DDR-Bürger unterschrieben, viele Prominente verweigerten sich, so Arnold Zweig und Lin Jaldati (Neues Deutschland, 9. Juni 1967). Der DDR-Verband der Jüdischen Gemeinden beschloss den Verzicht auf öffentliche Kommentare. Einer der wenigen Unterstützer des SED-Kurses wurde jedoch Alfred Scheidemann, der in der Schweriner Volkszeitung einen Die Aggression Israels widerspricht der jüdischen Verantwortung überschriebenen Artikel veröffentlichte (SVZ, 17. Juni 1967). Die Auffassung, Israel sei die Speerspitze des Imperialismus im vorderen Orient, wurde von den meisten Juden in der DDR abgelehnt. „Das wurde in Israel auch von der Linken sehr schockiert wahrgenommen. Und sogar die Minderheit unter den linken Israelis, die die DDR als den besseren deutschen Staat sahen, wandte sich danach zunehmend von der DDR ab“, so der Historiker Mario Keßler. Im Vorstand des DDR-Verbandes wurde sein Rücktrittsangebot erörtert, aber am Ende darauf verzichtet, weil keine Alternative bestand.
Das Begräbnis Scheidemanns 1972 auf dem Jüdischen Friedhof Schwerin war die letzte traditionelle jüdische Bestattung in Schwerin während der DDR-Zeit.

## Einzelbelege
1. ↑  Rede von Alfred Scheidemann Detailseite - Archivportal-D. Abgerufen am 30. Oktober 2021.
2. ↑  Namensliste bei Offenberg (1998), S. 312, A. 82.
3. ↑  Faksimilie bei Seitz (2001), S. 125.
4. ↑  Judentum in der DDR - Vom Überleben einer Minderheit. Abgerufen am 30. Oktober 2021.

| Personendaten    | Personendaten                                                                               |
| ---------------- | ------------------------------------------------------------------------------------------- |
| NAME             | Scheidemann, Alfred                                                                         |
| KURZBESCHREIBUNG | deutscher Kaufmann, Vorsitzender des Landesverbandes der Jüdischen Gemeinden in Mecklenburg |
| GEBURTSDATUM     | 1905                                                                                        |
| GEBURTSORT       | Berlin                                                                                      |
| STERBEDATUM      | 1. Dezember 1972                                                                            |
| STERBEORT        | Schwerin                                                                                    |